# Megastethodon dettmanni
Megastethodon dettmanni är en insektsart som beskrevs av Schmidt 1926. Megastethodon dettmanni ingår i släktet Megastethodon och familjen spottstritar. Inga underarter finns listade i Catalogue of Life.